# Nikola Jeremić
Nikola Jeremić (* 9. Oktober 1986) ist ein serbischer Biathlet.
Nikola Jeremić vom SK Zlatibor startete ab 2002 im Junioren-Europacup. Bei den Junioren-Europameisterschaften 2003 in Forni Avoltri trat er im Sprint an, erreichte aber nicht das Ziel. Im Sommer 2003 nahm er an der Sommerbiathlon-WM der Junioren teil, die ebenfalls in Forni Avoltri ausgetragen wurde. Dort war der 33. Platz in der Verfolgung sein bestes Resultat. 2004 lief er in Haute-Maurienne seine erste Junioren-WM, bestes Resultat wurde ein 66. Rang im Einzel. 2007 lief Jeremić in Martell seine zweite Junioren-WM und erreichte im Einzel den 72. Rang.
Im Männerbereich startete Jeremić erstmals im Rahmen der Biathlon-Europameisterschaften 2006 in Langdorf, wo er im Sprint 80. wurde. Ein Jahr später lief er auch in Bansko und kam dort im Einzel auf den 59. Platz. Sein Debüt im Biathlon-Weltcup gab der Serbe 2007 bei einem Staffelrennen in Pokljuka, wo er mit seinen Staffel-Kollegen auf den 19. Platz lief. Auch alle weiteren Rennen im Weltcup bestritt er bislang in Staffeln und wurde dabei immer Letzter. Auch bei den Biathlon-Weltmeisterschaften 2008 in Östersund erreichte er mit der Staffel den 24. und damit letzten Platz. Zudem startete Jeremić im Sprint und wurde 113., das Einzel beendete er nicht. Die EM in Nové Město na Moravě beendete er als 79. im Einzel. Bei den Weltmeisterschaften im Sommerbiathlon 2008 in der Haute-Maurienne lief Jeremić in den Crosswettbewerben auf den 22. Platz im Sprint und wurde 24. der Verfolgung. In den Skiroller-Wettbewerben kam er auf den 41. Sprintrang. Im Allgemeinen tritt der Serbe im Europacup/IBU-Cup an. Dort ist ein 20. Platz im Sprint von Gurnigel 2006 sein bislang bestes Resultat.
Neben Biathlon betreibt Jeremić auch Skilanglauf und nimmt seit 2003 immer wieder an unterklassigen Rennen im Alpencup, im Balkan Cup oder nimmt an FIS-Rennen und nationalen Meisterschaften teil.

## Biathlon-Weltcup-Platzierungen
Die Tabelle zeigt alle Platzierungen (je nach Austragungsjahr einschließlich Olympische Spiele und Weltmeisterschaften).
- 1.–3. Platz: Anzahl der Podiumsplatzierungen
- Top 10: Anzahl der Platzierungen unter den ersten zehn (einschließlich Podium)
- Punkteränge: Anzahl der Platzierungen innerhalb der Punkteränge (einschließlich Podium und Top 10)
- Starts: Anzahl gelaufener Rennen in der jeweiligen Disziplin

| Platzierung                      | Einzel | Sprint | Verfolgung | Massenstart | Staffel | Gesamt |
| -------------------------------- | ------ | ------ | ---------- | ----------- | ------- | ------ |
| 1. Platz                         |        |        |            |             |         |        |
| 2. Platz                         |        |        |            |             |         |        |
| 3. Platz                         |        |        |            |             |         |        |
| Top 10                           |        |        |            |             |         |        |
| Punkteränge                      |        |        |            |             | 8       | 8      |
| Starts                           | 4      | 4      |            |             | 8       | 16     |
| Stand: nach der Saison 2010/2011 |        |        |            |             |         |        |